# Pănade
Pănade – wieś w Rumunii, w okręgu Alba, w gminie Sâncel. W 2011 roku liczyła 605 mieszkańców.